# Ілія Ісайловскі
Ілія Ісайловскі (мак. Илија Исајловски) — македонський державний діяч. Надзвичайний і Повноважний Посол Північної Македонії в Україні (2008—2009).

## Життєпис
У 2008—2009 — Надзвичайний і Повноважний Посол Македонії в Києві.
У 2009—2014 — Надзвичайний і Повноважний Посол Македонії на Росії, вручив вірчі грамоти президенту Росії Дмитру Медведєву 16 грудня 2009 року.
У 2014—2016 — Надзвичайний і Повноважний Посол Македонії в КНР.
З 2016 — заступник Міністра закордонних справ Республіки Македонія.